# Bataille de Saint-Rémy-du-Plain
Guerre civile entre Armagnacs et Bourguignons
Batailles
La bataille de Saint-Rémy-du-Plain se déroulant le 10 mai 1412 à Saint-Rémy-du-Val est un épisode de la Guerre civile entre Armagnacs et Bourguignons. L'armée bourguignonne, sous le commandement du connétable Waléran III de Luxembourg-Ligny, mène une campagne militaire dans le Maine en assiégeant Saint-Remy-du-Val contre les Armagnacs, du comte d'Alençon. Au matin, une armée de secours importante Armagnac dirigée par Raoul V de Gaucourt déclenche la bataille, qui est finalement vaincue, et les Bourguignons capturant le village et le château.

## Contexte
Au printemps 1412, les bourguignons avec le roi Charles VI (roi de France) préparent une offensive contre les princes Armagnacs, dont un siège à Bourges. Jean sans Peur envoie le connétable Waleran III de Luxembourg-Ligny avec une armée en campagne dans le Maine, qui est partie à la rescousse d'une armée assiégeante au Château de Domfront en avril.
Accompagnée de Jean II de Luxembourg, il se dirige ensuite vers Saint-Rémy-du-Val afin d'attaquer, le village et son château fort étant tenu par le comte d'Alençon et ses hommes de la faction Armagnacs.

## Siège
Arrivée au village le 9 mai, forte de plusieurs milliers d'hommes, l'armée bourguignonne met en place un siège,, devant son château qui « estoit assez fort et bien garny de bonnes gens de guerre » d'après le chroniqueur bourguignon Enguerrand de Monstrelet présent sur place.
Devant l’ampleur des fortifications, le connétable avait fait venir depuis Vernon des bombardes et des engins de siège. Il fait plusieurs sommations de l'utilisation de l'engin à Jean Ier d'Alençon (Valois) retranché dans le château avec ses hommes mais ne voulant pas abandonner, il ouvre le feu et le château a été bombardé et « fut fort dommagié ».
Raoul V de Gaucourt est mis au courant du siège et chevauche avec une armée de secours de 800 soldats Armagnacs durant la nuit du 9 mai pour repousser les bourguignons.

## l'Aube

### Préparation
À l'aube du 10 mai,, les renforts Armagnacs tentent de surprendre les Bourguignons à leurs camps étant non loin. Les éclaireurs bourguignons aperçoivent l'armée et alertent les troupes. Ayant reçu le rapport, le comte Waléran III de Luxembourg-Ligny envois deux chevaliers aller inspecter au loin cette armée.
En attendant, il fait déployer le banneret et après avoir eu la confirmation de la présence des renforts Armagnacs, le connétable sort de son camp avec une partie de ses troupes d'hommes d'armes accompagnées d'archers et arbalétriers, laissant le reste en arrière, car ils assiègent encore le château de Saint-Rémy-du-Val.
Suivant le conseil de ses capitaines, Waléran de Luxembourg déploie son armée en rangée de bataille :
- Au centre une bataille groupant tous ses hommes d'armes à pied
- À droite et à gauche encadrées par les archers et arbalétriers dans un fossé

Avant le combat, le connétable fait adouber plusieurs personnes de sa compagnie ,: 
- Raoul d’Ailly, fils du vidame d'Amiens Baudoin d'Ailly ;
- Regnault d'Azincourt, écuyer d'écuries du duc de Bourgogne Jean sans Peur ;
- Jean II de Luxembourg, son neveu.

Puis il prend place dans la ligne de bataille « au plus près de sa bannière ».

### Bataille
Les Armagnacs de Raoul V de Gaucourt, surpris de trouver les Bourguignons rangé en bataille, n'hésitent pourtant pas à attaquer pour tenter de rompre leurs formation. Ils se lancent à l'assaut à cheval « faisant grand bruit et grand crie ».
Les archers de l'armée royal déclenchent un tir embusqué nourri sur l'assaillant. Affolés par les flèches, plusieurs chevaux désarçonnent leurs cavaliers. Profitant de ce désordre, toute la rangée de bataille central bourguignonne se met à attaquer la cavalerie. La bataille provoque d'importantes pertes dans l'armée Armagnac les forçant à battre en retraite,.

### Retraite
Le connétable ayant vaincu le capitaine Raoul de Gaucourt, décide tout de même d'ordonner la poursuite de son armée. Les Armagnacs en déroutes, les hommes de traits et hommes d'armes Bourguignons se mettent à leurs troussent « en élevant de grands cris » et massacrent tous ceux qu'ils peuvent atteindre.

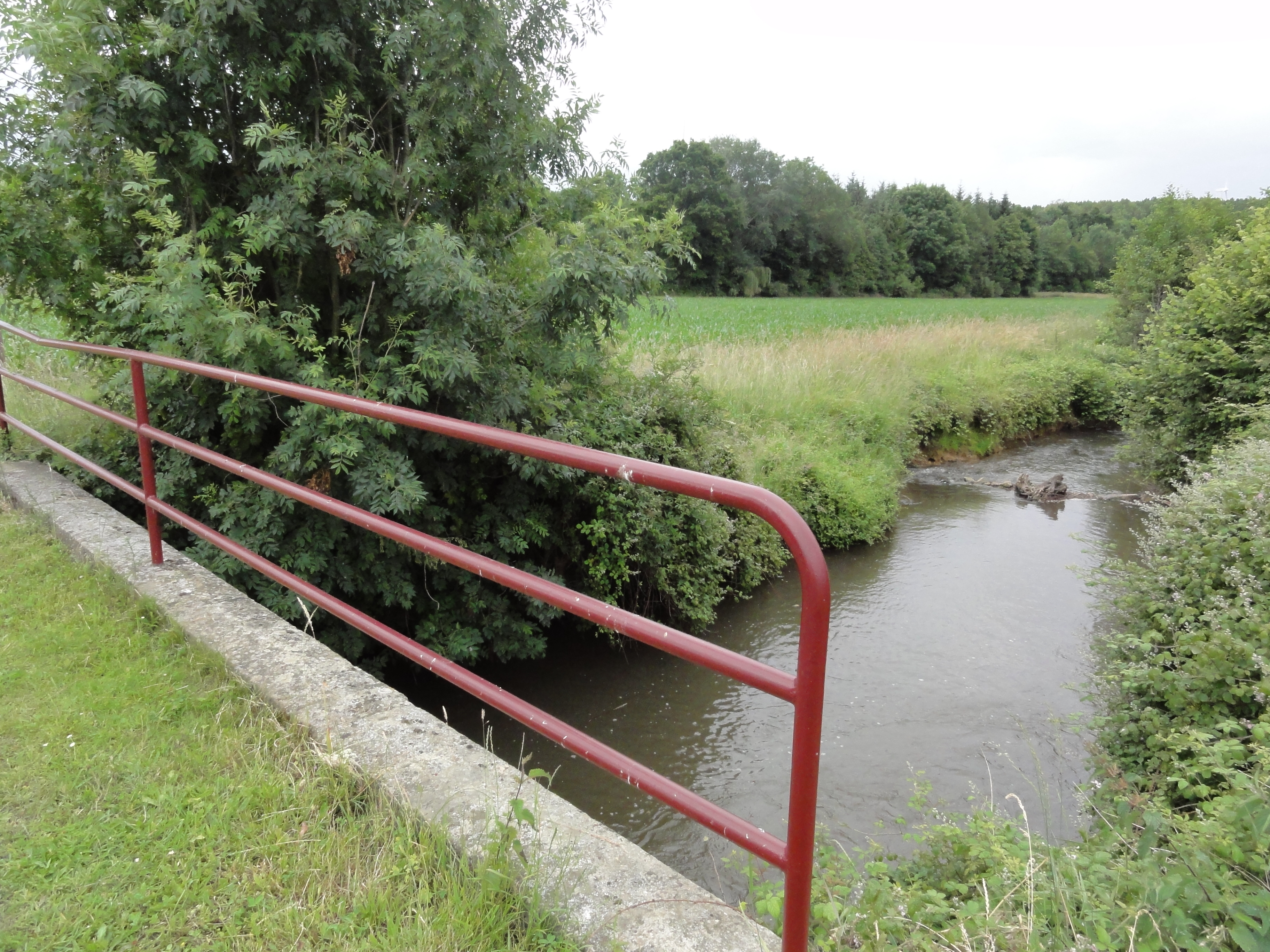
La rivière Bienne où les soldats Armagnacs ont trébuchés pendant la retraite.

Dans la déroute, plusieurs soldats Armagnacs trébuchent dans la rivière Bienne dont leurs cavaliers, blessés par les flèches et carreaux d'arbalètes, sont jetés à terre. Les hommes de traits bourguignons, légèrement armés, sont ceux qui atteignent rapidement en premier certains cavaliers en fuite pour les désarçonner et tuer une fois à terre.
Le comte de Saint-Pol fait remonter à cheval une partie de ses hommes pour les envoyer à leurs poursuites, étant une chasse ayant pour occasion d'avoir du butin et prisonniers,. A leurs retours, ils ramènent environs 80 prisonniers.

## Conséquences
La bataille cause plusieurs centaines de morts dont environs 300 côté Armagnac, et plusieurs places fortes dont Saint-Rémy-du-Val se soumettent aux Bourguignons.
Cette bataille est la dernière de la campagne menée par Waléran qui est salué comme un héro à son retour et reçoit d'importantes sommes d'argent de Charles VI et Jean sans Peur pour payer ses hommes. Cependant, dès son retrait, le comte d'Alençon revient de Bretagne avec Arthur de Richemont et une armée bretonne. Ils s'installent autour d'Alençon, et rétablissent l'autorité sur Saint-Rémy-du-Val et sa région.
En 1417 une troupe anglaise est aux portes du même château fort et pas loin le prieuré de Moullins où il est incendié. En 1421, le château fort est aux mains des Anglais : Henri V confie la place à Willelm Hudleston, son bailli d’Alençon.

## Commémoration
La bataille est plusieurs fois célébrée par année dans le village de Saint-Rémy-du-Val étant organisé par la Confrérie de la Quintefeuille et l'association des Amis du domaine médiéval de Moullins.